# Fußball-Weltmeisterschaft 1974/Gruppe A
| Pl. | Land        | Sp. | S | U | N | Tore    | Diff. | Punkte |
| --- | ----------- | --- | - | - | - | ------- | ----- | ------ |
| 1.  | Niederlande | 3   | 3 | 0 | 0 | 008:000 | +8    | 06:0   |
| 2.  | Brasilien   | 3   | 2 | 0 | 1 | 003:300 | ±0    | 04:20  |
| 3.  | DDR         | 3   | 0 | 1 | 2 | 001:400 | −3    | 01:50  |
| 4.  | Argentinien | 3   | 0 | 1 | 2 | 002:700 | −5    | 01:50  |

Gruppe A der Fußball-Weltmeisterschaft 1974:

## Niederlande – Argentinien 4:0 (2:0)
| Niederlande                                                         | Niederlande | Argentinien | Argentinien |
| ------------------------------------------------------------------- | --- | --- | ----------- |
| Niederlande                                                         | \| 1. Gruppenspiel \| \| Mittwoch, 26. Juni 1974 um 19:30 Uhr in Gelsenkirchen (Parkstadion) \| \| Zuschauer: 56.548 \| \| Schiedsrichter: Bobby Davidson ( Schottland) \| \| Spielbericht \|                   | \| 1. Gruppenspiel \| \| Mittwoch, 26. Juni 1974 um 19:30 Uhr in Gelsenkirchen (Parkstadion) \| \| Zuschauer: 56.548 \| \| Schiedsrichter: Bobby Davidson ( Schottland) \| \| Spielbericht \|                                                 | Argentinien |
| Niederlande                                                         | Jan Jongbloed – Arie Haan – Wim Suurbier (84. Rinus Israël), Wim Rijsbergen, Ruud Krol – Wim Jansen, Johan Neeskens, Willem van Hanegem – Johnny Rep, Johan Cruyff , Rob Rensenbrink Cheftrainer: Rinus Michels | Daniel Carnevali – Roberto Perfumo – Enrique Wolff (46. Rubén Glaria), Ramón Heredia, Francisco Sá – Agustín Balbuena, Roberto Telch, Carlos Squeo – Rubén Ayala, Héctor Yazalde, René Houseman (46. Mario Kempes) Cheftrainer: Vladislao Cap | Argentinien |
| Niederlande                                                         | 1:0 Cruyff (10.) 2:0 Krol (25.) 3:0 Rep (73.) 4:0 Cruyff (90.) | | Argentinien |
| Niederlande                                                         | Neeskens (22.), Suurbier (58.) | Perfumo (35.) | Argentinien |
| Niederlande                                                         | Argentinien spielte ab der 79. Minute nur noch zu zehnt weiter, da Telch verletzt ausschied. | | Argentinien |
| 1. Gruppenspiel                                                     | | |             |
| Mittwoch, 26. Juni 1974 um 19:30 Uhr in Gelsenkirchen (Parkstadion) | | |             |
| Zuschauer: 56.548                                                   | | |             |
| Schiedsrichter: Bobby Davidson ( Schottland)                        | | |             |
| Spielbericht                                                        | | |             |

## Brasilien – DDR 1:0 (0:0)
| Brasilien                                                               | Brasilien | DDR | DDR |
| ----------------------------------------------------------------------- | --- | --- | --- |
| Brasilien                                                               | \| 1. Gruppenspiel \| \| Mittwoch, 26. Juni 1974 um 19:30 Uhr in Hannover (Niedersachsenstadion) \| \| Zuschauer: 59.863 \| \| Schiedsrichter: Clive Thomas ( Wales) \| \| Spielbericht \| | \| 1. Gruppenspiel \| \| Mittwoch, 26. Juni 1974 um 19:30 Uhr in Hannover (Niedersachsenstadion) \| \| Zuschauer: 59.863 \| \| Schiedsrichter: Clive Thomas ( Wales) \| \| Spielbericht \|                                                             | DDR |
| Brasilien                                                               | Émerson Leão – Luís Pereira – Zé Maria, Marinho Peres , Francisco Marinho – Paulo César Carpegiani, Roberto Rivelino, Caju – Valdomiro, Jairzinho, Dirceu Cheftrainer: Mário Zagallo       | Jürgen Croy – Bernd Bransch – Gerd Kische, Konrad Weise, Siegmar Wätzlich – Erich Hamann (46. Harald Irmscher), Reinhard Lauck (64. Wolfram Löwe), Jürgen Sparwasser, Lothar Kurbjuweit – Joachim Streich, Martin Hoffmann Cheftrainer: Georg Buschner | DDR |
| Brasilien                                                               | 1:0 Roberto Rivelino (60.) | | DDR |
| Brasilien                                                               | Jairzinho (27.), Paulo César Carpegiani (28.), Dirceu (75.) | Hamann (11.), Streich (84.) | DDR |
| 1. Gruppenspiel                                                         | | |     |
| Mittwoch, 26. Juni 1974 um 19:30 Uhr in Hannover (Niedersachsenstadion) | | |     |
| Zuschauer: 59.863                                                       | | |     |
| Schiedsrichter: Clive Thomas ( Wales)                                   | | |     |
| Spielbericht                                                            | | |     |

## Argentinien – Brasilien 1:2 (1:1)
| Argentinien                                                            | Argentinien | Brasilien | Brasilien |
| ---------------------------------------------------------------------- | --- | --- | --------- |
| Argentinien                                                            | \| 2. Gruppenspiel \| \| Sonntag, 30. Juni 1974 um 16:00 Uhr in Hannover (Niedersachsenstadion) \| \| Zuschauer: 39.400 \| \| Schiedsrichter: Vital Loraux ( Belgien) \| \| Spielbericht \|                                                        | \| 2. Gruppenspiel \| \| Sonntag, 30. Juni 1974 um 16:00 Uhr in Hannover (Niedersachsenstadion) \| \| Zuschauer: 39.400 \| \| Schiedsrichter: Vital Loraux ( Belgien) \| \| Spielbericht \| | Brasilien |
| Argentinien                                                            | Daniel Carnevali – Ramón Heredia – Rubén Glaria, Ángel Bargas, Francisco Sá (46. Jorge Carrascosa) – Agustín Balbuena, Miguel Brindisi , Carlos Squeo, Carlos Babington – Rubén Ayala, Mario Kempes (46. René Houseman) Cheftrainer: Vladislao Cap | Émerson Leão – Luís Pereira – Zé Maria, Marinho Peres , Francisco Marinho – Paulo César Carpegiani, Roberto Rivelino, Caju – Valdomiro, Jairzinho, Dirceu Cheftrainer: Mário Zagallo        | Brasilien |
| Argentinien                                                            | 1:1 Brindisi (35.) | 0:1 Roberto Rivelino (32.) 1:2 Jairzinho (49.) | Brasilien |
| Argentinien                                                            | Houseman (72.) | | Brasilien |
| 2. Gruppenspiel                                                        | | |           |
| Sonntag, 30. Juni 1974 um 16:00 Uhr in Hannover (Niedersachsenstadion) | | |           |
| Zuschauer: 39.400                                                      | | |           |
| Schiedsrichter: Vital Loraux ( Belgien)                                | | |           |
| Spielbericht                                                           | | |           |

## DDR – Niederlande 0:2 (0:1)
| DDR                                                                | DDR | Niederlande | Niederlande |
| ------------------------------------------------------------------ | --- | --- | ----------- |
| DDR                                                                | \| 2. Gruppenspiel \| \| Sonntag, 30. Juni 1974 um 16:00 Uhr in Gelsenkirchen (Parkstadion) \| \| Zuschauer: 68.348 \| \| Schiedsrichter: Rudolf Scheurer ( Schweiz) \| \| Spielbericht \|                                                                     | \| 2. Gruppenspiel \| \| Sonntag, 30. Juni 1974 um 16:00 Uhr in Gelsenkirchen (Parkstadion) \| \| Zuschauer: 68.348 \| \| Schiedsrichter: Rudolf Scheurer ( Schweiz) \| \| Spielbericht \|   | Niederlande |
| DDR                                                                | Jürgen Croy – Bernd Bransch – Gerd Kische, Konrad Weise, Lothar Kurbjuweit – Reinhard Lauck (64. Hans-Jürgen Kreische), Jürgen Sparwasser, Jürgen Pommerenke, Rüdiger Schnuphase – Wolfram Löwe (54. Peter Ducke), Martin Hoffmann Cheftrainer: Georg Buschner | Jan Jongbloed – Arie Haan – Wim Suurbier, Wim Rijsbergen, Ruud Krol – Wim Jansen, Johan Neeskens, Willem van Hanegem – Johnny Rep, Johan Cruyff , Rob Rensenbrink Cheftrainer: Rinus Michels | Niederlande |
| DDR                                                                | 0:1 Neeskens (7.) 0:2 Rensenbrink (59.) | | Niederlande |
| 2. Gruppenspiel                                                    | | |             |
| Sonntag, 30. Juni 1974 um 16:00 Uhr in Gelsenkirchen (Parkstadion) | | |             |
| Zuschauer: 68.348                                                  | | |             |
| Schiedsrichter: Rudolf Scheurer ( Schweiz)                         | | |             |
| Spielbericht                                                       | | |             |

## Argentinien – DDR 1:1 (1:1)
| Argentinien                                                        | Argentinien | DDR | DDR |
| ------------------------------------------------------------------ | --- | --- | --- |
| Argentinien                                                        | \| 3. Gruppenspiel \| \| Mittwoch, 3. Juli 1974 um 19:30 Uhr in Gelsenkirchen (Parkstadion) \| \| Zuschauer: 54.254 \| \| Schiedsrichter: John Taylor ( England) \| \| Spielbericht \|                  | \| 3. Gruppenspiel \| \| Mittwoch, 3. Juli 1974 um 19:30 Uhr in Gelsenkirchen (Parkstadion) \| \| Zuschauer: 54.254 \| \| Schiedsrichter: John Taylor ( England) \| \| Spielbericht \|                                                                    | DDR |
| Argentinien                                                        | Ubaldo Fillol – Ramón Heredia – Enrique Wolff , Ángel Bargas, Jorge Carrascosa – Miguel Brindisi, Roberto Telch, Carlos Babington – Rubén Ayala, René Houseman, Mario Kempes Cheftrainer: Vladislao Cap | Jürgen Croy – Bernd Bransch – Gerd Kische, Konrad Weise, Lothar Kurbjuweit – Rüdiger Schnuphase, Jürgen Sparwasser, Jürgen Pommerenke – Wolfram Löwe (65. Eberhard Vogel), Joachim Streich (80. Peter Ducke), Martin Hoffmann Cheftrainer: Georg Buschner | DDR |
| Argentinien                                                        | 1:1 Houseman (20.) | 0:1 Streich (14.) | DDR |
| Argentinien                                                        | Bargas (68.) | Sparwasser (23.) | DDR |
| 3. Gruppenspiel                                                    | | |     |
| Mittwoch, 3. Juli 1974 um 19:30 Uhr in Gelsenkirchen (Parkstadion) | | |     |
| Zuschauer: 54.254                                                  | | |     |
| Schiedsrichter: John Taylor ( England)                             | | |     |
| Spielbericht                                                       | | |     |

## Niederlande – Brasilien 2:0 (0:0)
| Niederlande                                                        | Niederlande | Brasilien | Brasilien |
| ------------------------------------------------------------------ | --- | --- | --------- |
| Niederlande                                                        | \| 3. Gruppenspiel \| \| Mittwoch, 3. Juli 1974 um 19:30 Uhr in Dortmund (Westfalenstadion) \| \| Zuschauer: 53.700 \| \| Schiedsrichter: Kurt Tschenscher ( BR Deutschland) \| \| Spielbericht \|                                 | \| 3. Gruppenspiel \| \| Mittwoch, 3. Juli 1974 um 19:30 Uhr in Dortmund (Westfalenstadion) \| \| Zuschauer: 53.700 \| \| Schiedsrichter: Kurt Tschenscher ( BR Deutschland) \| \| Spielbericht \|    | Brasilien |
| Niederlande                                                        | Jan Jongbloed – Arie Haan – Wim Suurbier, Wim Rijsbergen, Ruud Krol – Wim Jansen, Johan Neeskens (85. Rinus Israël), Willem van Hanegem – Johnny Rep, Johan Cruyff , Rob Rensenbrink (67. Theo de Jong) Cheftrainer: Rinus Michels | Émerson Leão – Luís Pereira – Zé Maria, Marinho Peres , Francisco Marinho – Paulo César Carpegiani, Roberto Rivelino, Caju (61. Mirandinha) – Valdomiro, Jairzinho, Dirceu Cheftrainer: Mário Zagallo | Brasilien |
| Niederlande                                                        | 1:0 Neeskens (50.) 2:0 Cruyff (65.) | | Brasilien |
| Niederlande                                                        | Rep (69.) | Luís Pereira (29.), Zé Maria (37.), Marinho Peres (44.) | Brasilien |
| Niederlande                                                        | Luís Pereira (84.) | | Brasilien |
| 3. Gruppenspiel                                                    | | |           |
| Mittwoch, 3. Juli 1974 um 19:30 Uhr in Dortmund (Westfalenstadion) | | |           |
| Zuschauer: 53.700                                                  | | |           |
| Schiedsrichter: Kurt Tschenscher ( BR Deutschland)                 | | |           |
| Spielbericht                                                       | | |           |